# Shaun Wallace
Shaun Wallace (ur. 20 listopada 1961 w Christchurch w Dorset) – brytyjski kolarz torowy i szosowy, dwukrotny medalista torowych mistrzostw świata.

## Kariera
Pierwszy sukces w karierze Shaun Wallace odniósł w 1982 roku, kiedy zdobył srebrny medal w indywidualnym wyścigu na dochodzenie podczas igrzysk Wspólnoty Narodów w Brisbane. Dwa lata później wystartował na igrzyskach olimpijskich w Los Angeles, gdzie zajął 21. miejsce w wyścigu punktowym, a rywalizację w indywidualnym wyścigu na dochodzenie ukończył na dwunastej pozycji. Na mistrzostwach świata w Stuttgarcie zdobył srebrny medal w swej koronnej konkurencji, ulegając jedynie Francuzowi Francisowi Moreau. Wynik ten powtórzył na mistrzostwach świata w Walencji w 1992 roku, tym razem wyprzedził go tylko Michael McCarthy ze Stanów Zjednoczonych. W indywidualnym wyścigu na dochodzenie zdobył ponadto srebrny medal podczas igrzysk Wspólnoty Narodów w Victorii, a cztery lata później, na igrzyskach Wspólnoty Narodów w Kuala Lumpur był drugi w scratchu. Wallace brał także udział w igrzyskach olimpijskich w Atlancie w 1996 roku, gdzie był szesnasty w wyścigu na 1 km. Shaun startował również na szosie – jego największy sukces to zwycięstwo w wyścigu w Evanston w USA w 1987 roku.